# Racopilum spectabile
Racopilum spectabile är en bladmossart som beskrevs av Reinwardt och Hornschuch 1829. Racopilum spectabile ingår i släktet Racopilum och familjen Racopilaceae. Inga underarter finns listade i Catalogue of Life.